# Паула
Павла или Паула је женско име које води порекло од латинског мушког имена Павле (лат. Paulus) и има значење: мала. 
Сродна имена су Паулина и Пола.

## Имендани
- 26. јануар.
- 20. фебруар.
- 11. јун.

## Варијације
-
-
-
-, имендан: 20. фебруар.

## Познате личности
-, олимпијка
-, (1903-1990) писац,
-, (1913-2003) оперска певачица
-, (1897-2001), сликар, фотограф
-, личност из мађарског цртаног филма